# يانيس أنتيتوكونمبو
يانيس سينا أوغو أنتيتوكونمبو (بالإنجليزية: Giannis Antetokounmpo)‏ (ولد باسم أديتكومبو؛ 6 ديسمبر 1994) هو لاعب كرة سلة محترف يوناني في ميلووكي باكس من الرابطة الوطنية لكرة السلة (NBA). جنسية أنتيتوكونمبو، بالإضافة إلى حجمه، سرعته، قوته، ومهاراته في التعامل مع الكرة أكسبته لقب "Greek Freak" (اليوناني الغير عادي).
ولد ونشأ في أثينا لمهاجرين نيجيريين، وبدأ لعب كرة السلة لفرق شباب فيليثلايتيكوس في أثينا. في عام 2011، بدأ اللعب مع الفريق الأول للنادي قبل الدخول في مسودة الدوري الأمريكي للمحترفين 2013، حيث تم اختياره في المركز الخامس عشر بشكل عام من قبل ميلووكي باكس في 2016-2017 قاد باكس في جميع الفئات الإحصائية الخمس الرئيسية وأصبح أول لاعب في تاريخ الدوري الأمريكي للمحترفين ينهي موسمًا عاديًا في أفضل 20 في جميع الإحصائيات الخمسة لإجمالي النقاط، الكرات، التمريرات الحاسمة، اختطاف الكرة، وحجبها. حصل على جائزة أفضل لاعب متطور في عام 2017. تلقى أنتيتوكونمبو ستة اختيارات من أول-ستار، بما في ذلك اختياره كقائد كل النجوم في عامي 2019 و 2020، حيث قاد المؤتمر الشرقي في التصويت في هذين العامين.
أحد أكثر لاعبي كرة السلة تتويجًا، فاز أنتيتوكونمبو بجوائز إن بي أي اللاعب الأكثر قيمة متتالية في عامي 2019 و 2020، وانضم إلى كريم عبد الجبار وليبرون جيمس كلاعبين وحيدين في تاريخ الدوري الأمريكي لكرة السلة للفوز باثنين من أفضل لاعب قبل أن يبلغ 26 عامًا. إلى جانب جائزة أفضل لاعب في الدوري، حصل أيضًا على جائزة أفضل لاعب دفاعي في الدوري الأمريكي للمحترفين لعام 2020، ليصبح ثالث لاعب بعد مايكل جوردان (1988) وحكيم عليوان (1994) يفوز بالجائزتين في نفس الموسم. في عام 2021، قاد أنتيتوكونمبو فريق باكس إلى أول بطولة إن بي أي منذ عام 1971 وحصل على اللاعب الأكثر قيمة في النهائيات. في نفس العام، تم تكريمه كواحد من أعظم لاعبي الدوري على الإطلاق من خلال تعيينه في فريق الذكرى 75 للإن بي أي.

## حياة مبكرة ومهنة
ولد يانيس أديتوكونبو في أثينا، اليونان، في 6 ديسمبر 1994، وهو ابن لمهاجرين من نيجيريا. قبل ذلك بثلاث سنوات، انتقل والديه من لاغوس، تاركين ابنهما البكر فرانسيس تحت رعاية أجداده. نشأ أديتوكونبو في حي سيبوليا في أثينا. لم يتمكن والديه، كمهاجرين، من العثور بسهولة على عمل، لذلك ساعد يانيس وشقيقه الأكبر ثاناسيس في بيع الساعات وحقائب اليد والنظارات الشمسية في الشوارع. في عام 2007، بدأ أديتوكونبو بلعب كرة السلة.
على الرغم من أن أديتوكونبو وثلاثة من إخوته الأربعة ولدوا في اليونان، إلا أنهم لم يحصلوا تلقائيًا على الجنسية اليونانية لأن قانون الجنسية اليوناني يتبع قانون الدم. خلال الثمانية عشر عامًا الأولى من حياته، لم يتمكن أديتوكونبو من السفر خارج البلاد وكان فعليًا عديم الجنسية، وليس لديه أوراق من اليونان أو نيجيريا. حصل في نهاية المطاف على الجنسية اليونانية في 9 مايو 2013، قبل أقل من شهرين من مسودة الدوري الأمريكي للمحترفين 2013.
بعد حصوله على الجنسية اليونانية في عام 2013، أصبح لقبه الرسمي أنتيتوكونمبو (Αντετοκούνμπο)، وهو النسخ اليوناني لأديتوكونبو (Adetokunbo)، والذي تمت ترجمته بعد ذلك حرفًا بحرف خطاب وتم كتابته رسميًا على جواز سفره اليوناني باسم أنتيتوكونمبو يانيس (Giannis) هو العامية لـجي آر. يوانيس (جون). نظرًا لأن الكثيرين لم يتمكنوا من نطق لقبه، سرعان ما أصبح يُعرف باسم «اليوناني الغير عادي». يحمل أنتيتوكونمبو أيضًا الجنسية النيجيرية، وقد حصل على جواز سفره النيجيري في عام 2015، وعلى هذا النحو يحمل جنسية متعددة.

## الملف الشخصي للاعب

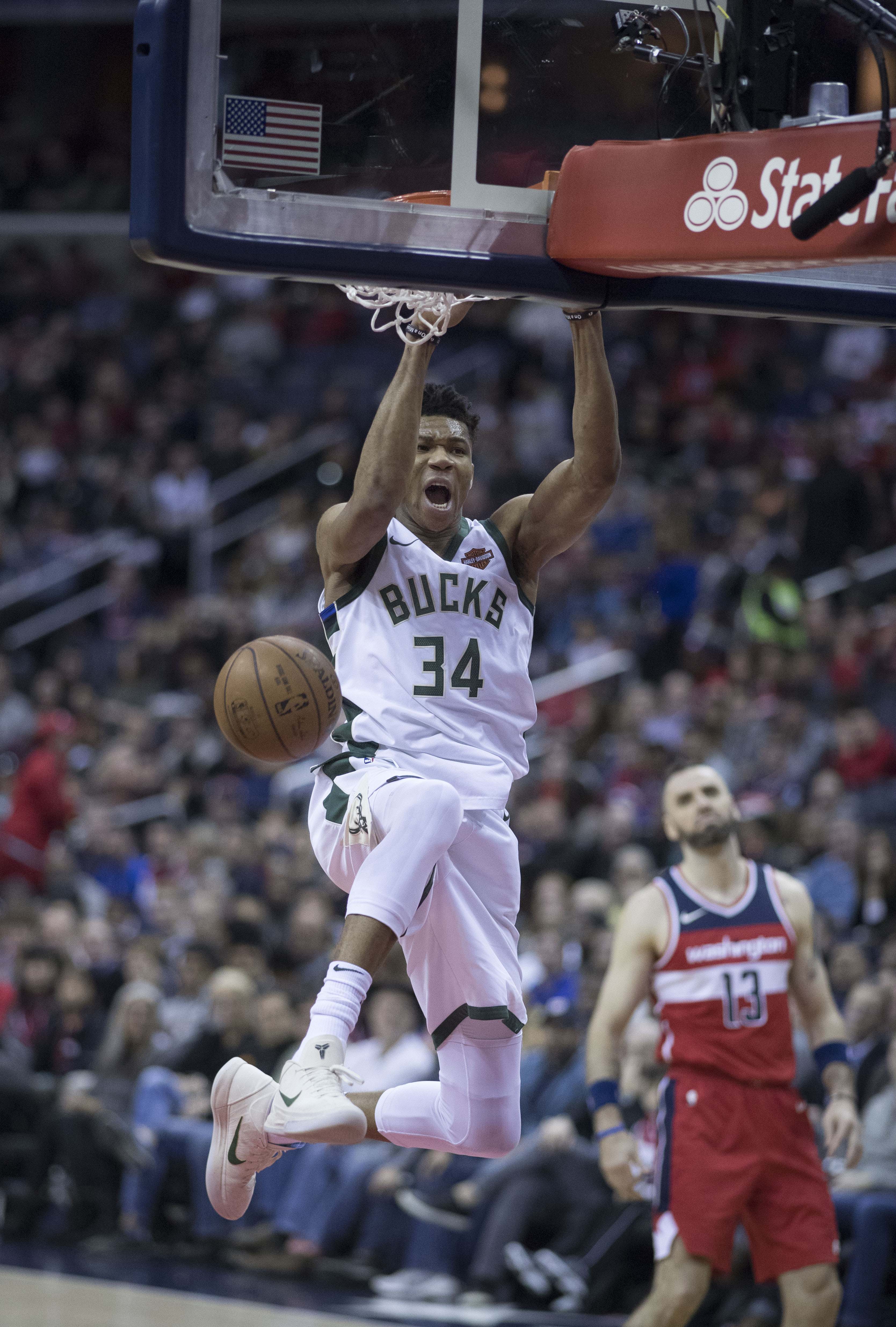
أنتيتوكونمبو يسجل بطريقة الدانك ضد واشنطن ويزاردز في عام 2018

الوقوف 6 قدم 11 بوصة (2.11 م) طويل ووزنه 242 رطل (110 كـغ)، تم إدراج أنتيتوكونمبو رسميًا كمهاجم وأحيانًا يتم وصفه كنقطة للأمام، ولكن تم نشره في جميع المواضع الخمسة. نظرًا لكونه رياضيًا ومتعدد الاستخدامات، غالبًا ما يتم التعرف على أنتيتوكونمبو كواحد من أفضل اللاعبين من جميع النواحي في الدوري الأمريكي للمحترفين، وقد أعلن العديد من المحللين أنه «بلا مركز» ويجسد مستقبل الدوري. اعتبارًا من أبريل 2022، بلغ متوسط مسيرة أنتيتوكونمبو المهنية للموسم العادي 21.8 نقطة و 9.4 كرات مرتدة و 4.6 تمريرات حاسمة و 1.2 سرقة و 1.3 كتلة لكل لعبة.

### هجوم
بحلول موسم 2016-2017، كان قد أثبت نفسه كواحد من الهدافين المتحولين ومن أكثر السلاشرز (لاعب يهجم من الخلف باندفاع إلى السلة) تدميراً في الدوري. يمكّنه مزيجه النادر من الحجم والسرعة في كثير من الأحيان من عبور نصف ملعب في مراوغة واحدة وتخطي العديد من المدافعين. أظهر تحليل عام 2017 الذي أجرته ساتس سبورت في يو بناءً على طلب فايف-ثرتي-أيت (موقع استطلاعات) أن أنتيتوكونمبو كان قادرًا على تغطية ما يزيد قليلاً عن 15 قدمًا من مراوغة واحدة عند القيادة إلى السلة، على بعد 5 أقدام من اللاعب العادي في الدوري. بالإضافة إلى ذلك، طور أنتيتوكونمبو نسخته الخاصة من خطوة اليورو، والتي وصفها جوردان برينر من إي إس بي إن.كوم بأنها «المرحلة الأخيرة من تطور الحركة»، والتي تسمح له بمهاجمة الحافة مباشرة من قوس ثلاثي النقاط في حركة «يجعل المنطقة الواقعة بين الجزء العلوي من المفتاح والسلة غير قابلة للدفاع».
ومع ذلك، فقد تعرض أنتيتوكونمبو لانتقادات بسبب افتقاره إلى تسديدة قفزة موثوقة، حيث سدد فوق 31٪ من مدى ثلاث نقاط مرة واحدة فقط في حياته المهنية. تم استغلال قفزة تسديد أنتيتوكونمبو من قبل فرق أخرى. الأكثر شهرة، قام فريق تورنتو رابتورز ببناء ``جدار'' طويل من المدافعين الماهرين لتحييد هيمنة أنتيتوكونمبو على المستطيل الواقع أسفل السلة في فوزهم في نهائيات المؤتمر الشرقي لعام 2019. نتيجةً لذلك، زاد أنتيتوكونمبو من إنتاجه في التسديد السريع، حيث بلغ متوسطه 4.4 هدفًا من ثلاث نقاط تم محاولة تحقيقه و 1.4 هدف في كل مباراة في 2019-20.
تلقى أنتيتوكونمبو أيضًا الاهتمام لمهاراته في صناعة الألعاب. على الرغم من عدم كونه معالج الكرة الأساسي لفريق باكس، إلا أنه نسق هجوم الفريق إلى حد كبير. خلال موسم 2019-20، كان أنتيتوكونمبو مسؤولاً (من خلال المساعدة والتسجيل الشخصي) عن 57.8٪ من النقاط التي سجلها أنتيتوكونمبو أثناء تواجده على الأرضية، وهي واحدة من أعلى المعدلات في الدوري. حقق ما يقرب من 6 تمريرات حاسمة في كل مباراة خلال موسمي 2018-19 و2019-20.

### دفاع
يُعرف أنتيتوكونمبو أيضًا بأنه لاعب دفاعي متميز، قادر على حراسة جميع المراكز الخمسة ولكن يتم نشره في كثير من الأحيان في دور «الأمان الحر» الذي يسمح له بالتجول في الطلاء وتثبيط الهجمات على الحافة. إنه أيضًا مانع التسديدات الماهر وقد اكتسب شهرة في منع المعارضين في المرحلة الانتقالية (حجب المطاردة). مع وجود أنتيتوكونمبوفي هذا الدور، ازدهر فريق باكس لتصبح واحد من أفضل الفرق الدفاعية في الدوري، وقاد الدوري الأمريكي للمحترفين في التصنيف الدفاعي في 2018-19 و 2019-20. لجهوده الدفاعية، فاز أنتيتوكونمبو بجائزة أفضل لاعب دفاعي لعام 2020 في الدوري الأمريكي للمحترفين، وقد أصبح دائمًا مكرّمًا دائمًا في إن بي اي أول-ديفنسف (الكل-مدافع).

## جوائز وتكريمات
- بطل الدوري الأمريكي للمحترفين: 2021
- أفضل لاعب في نهائيات إن بي أي: 2021
- 2 × أفضل لاعب في الدوري الأمريكي للمحترفين: 2019، 2020
- أفضل لاعب دفاعي في الدوري الأمريكي للمحترفين: 2020
- 6 × إن بي أي أول-ستار: 2017، 2018، 2019، 2020، 2021، 2022
- أفضل لاعب في لعبة إن بي أي أول-ستار: 2021
- أفضل لاعب مُحسّن في الدوري الأمريكي للمحترفين: 2017
- 5 × اختيار أول-إن بي أي:
  - فريق أول-إن بي أي الأول: 2019، 2020، 2021
  - فريق أول-إن بي أي الثاني: 2017، 2018
- 4 × اختيار أول-ديفنسف:
  - فريق إن بي أي أول-ديفنسف الأول: 2019، 2020، 2021
  - فريق إن بي أي أول-ديفنسف الثاني: 2017
- فريق إن بي أي أول-روكي الثاني: 2014
- فريق إن بي أي الذكرى 75: 2021[51]
- يوروسكار أفضل لاعب في أوروبا: 2018
- تايم 100: 2021[52]

## سجلات
أنهى أنتيتوكونمبو موسم 2019-20 بأعلى تصنيف كفاءة للاعبين في موسم واحد في تاريخ الدوري الأمريكي للمحترفين (31.9). منذ ذلك الحين، كسرها نيكولا جوكيتش.

## إحصائيات المهنة

### الدوري الأمريكي للمحترفين

#### موسم عادي
| السنة    | الفريق               | لعب | بدأ | دقيقة | ميداني% | ثلاثية | حرة  | ارتداد | صنع | استلاب | تصدي | نقطة |
| -------- | -------------------- | --- | --- | ----- | ------- | ------ | ---- | ------ | --- | ------ | ---- | ---- |
| 2013–14  | ميلووكي [الإنجليزية] | 77  | 23  | 24.6  | .414    | .347   | .683 | 4.4    | 1.9 | .8     | .8   | 6.8  |
| 2014–15  | ميلووكي [الإنجليزية] | 81  | 71  | 31.4  | .491    | .159   | .741 | 6.7    | 2.6 | .9     | 1.0  | 12.7 |
| 2015–16  | ميلووكي [الإنجليزية] | 80  | 79  | 35.3  | .506    | .257   | .724 | 7.7    | 4.3 | 1.2    | 1.4  | 16.9 |
| 2016–17  | ميلووكي [الإنجليزية] | 80  | 80  | 35.6  | .522    | .272   | .770 | 8.7    | 5.4 | 1.6    | 1.9  | 22.9 |
| 2017–18  | ميلووكي [الإنجليزية] | 75  | 75  | 36.7  | .529    | .307   | .760 | 10.0   | 4.8 | 1.5    | 1.4  | 26.9 |
| 2018–19  | ميلووكي [الإنجليزية] | 72  | 72  | 32.8  | .578    | .256   | .729 | 12.5   | 5.9 | 1.3    | 1.5  | 27.7 |
| 2019–20  | ميلووكي [الإنجليزية] | 63  | 63  | 30.4  | .553    | .304   | .633 | 13.6   | 5.6 | 1.0    | 1.0  | 29.5 |
| 2020–21  | ميلووكي [الإنجليزية] | 61  | 61  | 33.0  | .569    | .303   | .685 | 11.0   | 5.9 | 1.2    | 1.2  | 28.1 |
| 2021–22  | ميلووكي              | 67  | 67  | 32.9  | .553    | .293   | .722 | 11.6   | 5.8 | 1.1    | 1.4  | 29.9 |
| مسيرة    | مسيرة                | 656 | 591 | 32.6  | .535    | .288   | .718 | 9.4    | 4.6 | 1.2    | 1.3  | 21.8 |
| أول-ستار | أول-ستار             | 6   | 6   | 25.5  | .714    | .316   | .667 | 9.0    | 3.5 | 1.5    | 1.0  | 29.0 |

#### تصفيات
| السنة             | الفريق               | لعب | بدأ | دقيقة | ميداني% | ثلاثية | حرة  | ارتداد | صنع | استلاب | تصدي | نقطة |
| ----------------- | -------------------- | --- | --- | ----- | ------- | ------ | ---- | ------ | --- | ------ | ---- | ---- |
| 2015 [الإنجليزية] | ميلووكي [الإنجليزية] | 6   | 6   | 33.5  | .366    | .000   | .739 | 7.0    | 2.7 | .5     | 1.5  | 11.5 |
| 2017 [الإنجليزية] | ميلووكي [الإنجليزية] | 6   | 6   | 40.5  | .536    | .400   | .543 | 9.5    | 4.0 | 2.2    | 1.7  | 24.8 |
| 2018 [الإنجليزية] | ميلووكي [الإنجليزية] | 7   | 7   | 40.0  | .570    | .286   | .691 | 9.6    | 6.3 | 1.4    | .9   | 25.7 |
| 2019 [الإنجليزية] | ميلووكي [الإنجليزية] | 15  | 15  | 34.3  | .492    | .327   | .637 | 12.3   | 4.9 | 1.1    | 2.0  | 25.5 |
| 2020              | ميلووكي [الإنجليزية] | 9   | 9   | 30.8  | .559    | .325   | .580 | 13.8   | 5.7 | .7     | .9   | 26.7 |
| 2021              | ميلووكي [الإنجليزية] | 21  | 21  | 38.1  | .569    | .186   | .587 | 12.8*  | 5.1 | 1.0    | 1.2  | 30.2 |
| مسيرة             | مسيرة                | 64  | 64  | 36.2  | .535    | .274   | .613 | 11.6   | 4.9 | 1.1    | 1.4  | 25.9 |

## حياة شخصية

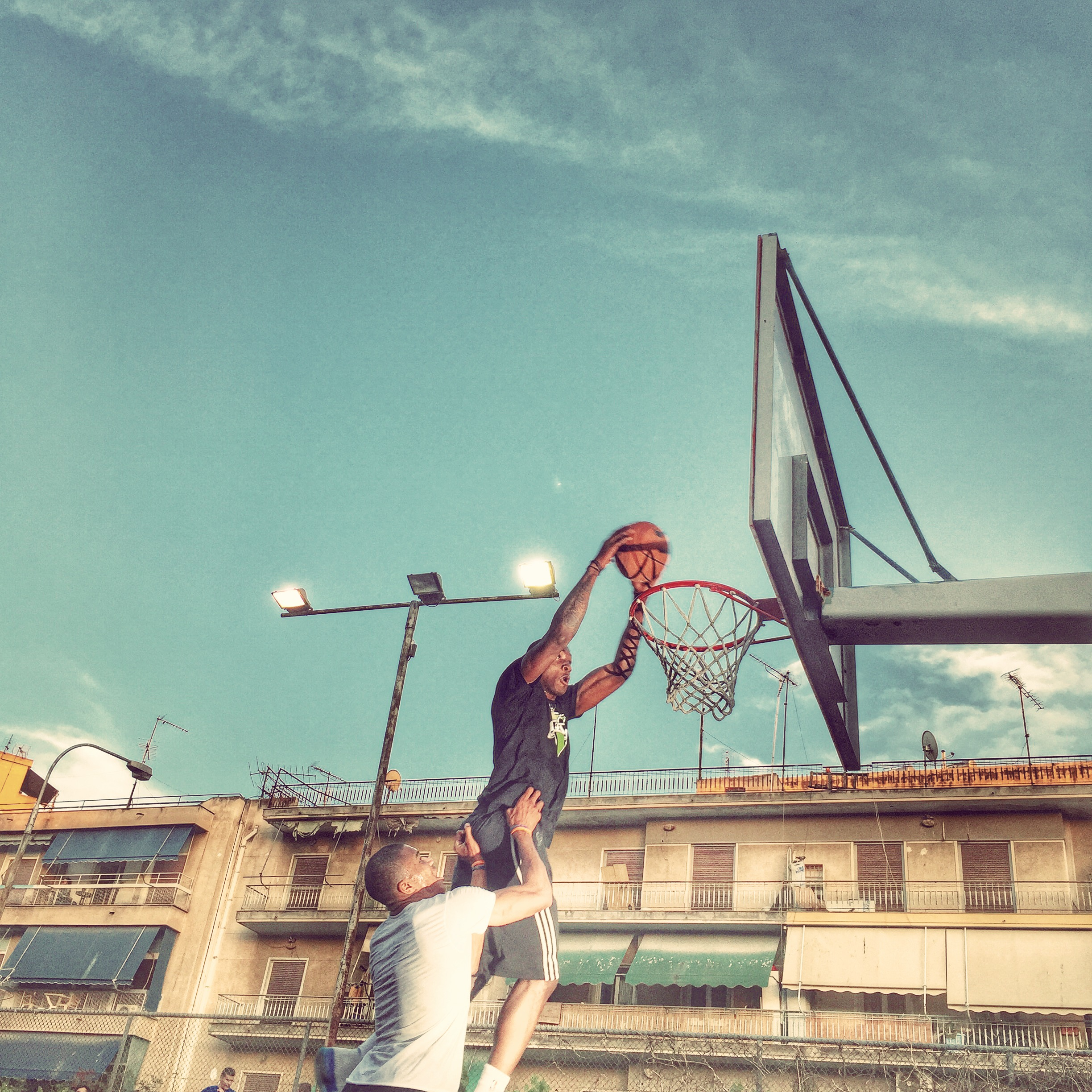
يانيس وثاناسيس أنتيتوكونمو يلعبان كرة السلة في ملعب محلي في سيبوليا، أثينا، في عام 2015

كان والد أنتيتوكونمو، تشارلز، لاعب كرة قدم نيجيريًا، بينما كانت والدته، فيرونيكا، لاعبة قفز عالي سابقة. توفي تشارلز في سبتمبر 2017، عن عمر يناهز 54 عامًا أعطت فيرونيكا كل من أبنائها الخمسة أسماء يونانية ونيجيرية، واختارت اسم نيجيري ليانيس. والديه من مجموعات عرقية نيجيرية مختلفة - تشارلز كان يوروبا، بينما فيرونيكا هي إيغبو. وفقًا لما قاله لاعب كرة السلة حكيم عليوان، وكذلك اليوروبا، فإن اسم العائلة الأصلي لأديتوكونبو يُترجم إلى «لقد عاد التاج من الخارج». يرتدي يانيس رقم 34 تكريمًا لوالديه اللذين ولدا عامي 1963 و1964.
أنتيتوكونمبو لديه شقيقان أكبر، فرانسيس (الاسم اليوناني أندرياس) وثاناسيس، بالإضافة إلى شقيقين أصغر، كوستاس وأليكس. أنتيتوكونمبو مسيحي ونشأ في الكنيسة الأرثوذكسية اليونانية. تم تعميده في الكنيسة الأرثوذكسية اليونانية مع أخيه أليكس في 28 أكتوبر 2012.
بعد ابنهم وشقيقهم، انتقلت عائلة أنتيتوكونمبو بأكملها، باستثناء فرانسيس وثاناسيس، من أثينا إلى ميلووكي في أوائل عام 2014. في يوليو 2016، بدأ جيانيس وثاناسيس خدمتهما العسكرية الإلزامية في اليونان. خدم الشقيقان في خدمة عسكرية مخفضة لمدة ثلاثة أشهر، على النحو المنصوص عليه للمواطنين اليونانيين المقيمين الدائمين في الخارج.
قدم ثاناسيس (أخاه) أول ظهور له في الدوري الأمريكي للمحترفين مع نيويورك نيكس بعد أن تمت صياغته من قبل المنظمة مع الاختيار العام رقم 51 في مسودة الدوري الأمريكي للمحترفين 2014. هو الآن مع ميلووكي باكس. لعب شقيق أنتيتوكونمبو الأصغر، كوستاس، كرة السلة الجامعية في دايتون قبل أن يتم اختياره مع الاختيار الأخير في مسودة إن بي أي 2018. واصل الفوز ببطولة الدوري الأمريكي للمحترفين 2020 مع لوس أنجلوس ليكرز. في عام 2021، وقع كوستاس مع أسفيل باسكت، وهو جزء من الدوري الفرنسي لكرة السلة الدرجة الأولى الفرنسية واليوروليغ. لعب شقيقهم الأصغر، أليكس، كرة السلة في المدرسة الثانوية في الولايات المتحدة قبل أن يصبح لاعب كرة سلة محترفًا.
في فبراير 2020، أنجبت صديقته ابنها الأول. أنجبت طفلًا ثانيًا في أغسطس 2021. في 13 مارس 2020، تعهد أنتيتوكونمبو وعائلته بتقديم 100,000 دولار لموظفي منتدى فيسرف الذين لم يتمكنوا من العمل أثناء تعليق موسم إن بي أي 2019-20 بسبب وباء كوفيد-19. كما تبرع أنتيتوكونمبو وعائلته بـ 20,000 قناع للناس في أثينا وزوغرافو في اليونان في عام 2020.
في 20 أغسطس 2021، أصبح أنتيتوكونمبو مالكًا للأقلية في ميلووكي بريورز من دوري كرة القاعدة الرئيسي.

## روابط خارجية
- يانيس أنتيتوكونمبو على موقع الاتحاد الدولي لكرة السلة (الإنجليزية)
- يانيس أنتيتوكونمبو على موقع إن بي أي (الإنجليزية)
- يانيس أنتيتوكونمبو على موقع سبورتس رفرنس (الإنجليزية)
- يانيس أنتيتوكونمبو على موقع كرة السلة الأوروبية.كوم (الإنجليزية)
- يانيس أنتيتوكونمبو على موقع إي إس بي إن.كوم (الإنجليزية)
- يانيس أنتيتوكونمبو على موقع ريلجم (الإنجليزية)
- يانيس أنتيتوكونمبو على موقع بروبوليرز (الإنجليزية)
- يانيس أنتيتوكونمبو على موقع سبورتس رفرنس (الإنجليزية)
- يانيس أنتيتوكونمبو على موقع اللجنة الأولمبية الدولية (الإنجليزية)